# 蒲生籍姬
蒲生籍姬（1580年—?），蒲生氏鄉之女，母親為織田信長之女冬姬。1593年九月，與前田利家次子前田利政結婚。1600年，利政在關原之戰中從屬西軍，結果戰敗，利政的領地被沒收，於是籍姬只好與與改號為「宗悅」的利政一起隱居在京都。籍姬的亡年不詳，又稱為松雲院、見星院。